# Валенсия Оупън
Валенсия Оупън е професионален турнир по тенис за мъже. 

## История
Турнирът се играе във Валенсия, Испания. Той е част от тура на Асоциацията на професионалистите по тенис (ATP). Турнирът се провежда за първи път във Валенсия през 1995 г., преди да се премести в Club de Tenis Puente Romano в Марбея за изданията през 1996 и 1997 г. От 1998 г. до 2002 г. събитието се провежда в Майорка и накрая през 2003 г. се премества обратно на мястото си във Валенсия.
Турнирът е част от международните серии на ATP, който се провежда на открити клей кортове до 2008 г. През 2009 г. Валенсия Оупън и Мадрид мастърс разменят календарните дати и настилки, като Мадрид мастърс се превърна в турнир на открито на клей, а Валенсия влезе в категория ATP World Tour 500 серии, като турнир на закрито на твърда настилка, проведен през ноември в новооткрития L'Agora в Ciutat de les Arts i les Ciències. През 2015 г. турнирът е понижен до ATP World Tour 250 серии. Закрит е със събитието от 2015 г.

## Мъже – сингъл
| Домакин  | Година | Шампион            | Финалист              | Резултат                       |
| -------- | ------ | ------------------ | --------------------- | ------------------------------ |
| Валенсия | 2015   | Жоао Соуса         | Роберто Баутиста Агут | 3 – 6, 6 – 3, 6 – 4            |
| Валенсия | 2014   | Анди Мъри          | Томи Робредо          | 3 – 6, 7 – 6(9–7), 7 – 6(10–8) |
| Валенсия | 2013   | Михаил Южни        | Давид Ферер           | 6 – 3, 7 – 5                   |
| Валенсия | 2012   | Давид Ферер        | Александър Долгополов | 6 – 1, 3 – 6, 6 – 4            |
| Валенсия | 2011   | Марсел Гранолерс   | Хуан Монако           | 6 – 2, 4 – 6, 7 – 6(7–3)       |
| Валенсия | 2010   | Давид Ферер        | Марсел Гранолерс      | 7 – 5, 6 – 3                   |
| Валенсия | 2009   | Анди Мъри          | Михаил Южни           | 6 – 3, 6 – 2                   |
| Валенсия | 2008   | Давид Ферер        | Николас Алмагро       | 4 – 6, 6 – 2, 7 – 6(7–2)       |
| Валенсия | 2007   | Николас Алмагро    | Потито Старасе        | 4 – 6, 6 – 2, 6 – 1            |
| Валенсия | 2006   | Николас Алмагро    | Жил Симон             | 6 – 2, 6 – 3                   |
| Валенсия | 2005   | Игор Андреев       | Давид Ферер           | 3 – 6, 7 – 5, 6 – 3            |
| Валенсия | 2004   | Фернандо Вердаско  | Алберт Монтанес       | 7 – 6(7–5), 6 – 3              |
| Валенсия | 2003   | Хуан Карлос Фереро | Кристоф Рокюс         | 6 – 2, 6 – 4                   |
| Майорка  | 2002   | Гастон Гаудио      | Ярко Ниеминен         | 6 – 2, 6 – 3                   |
| Майорка  | 2001   | Алберто Мартин     | Гилермо Кория         | 6 – 3, 3 – 6, 6 – 2            |
| Майорка  | 2000   | Марат Сафин        | Микаел Тилстрьом      | 6 – 4, 6 – 3                   |
| Майорка  | 1999   | Хуан Карлос Фереро | Алекс Кореча          | 2 – 6, 7 – 5, 6 – 3            |
| Майорка  | 1998   | Густаво Куертен    | Карлос Моя            | 6 – 7(5–7), 6 – 2, 6 – 2       |
| Марбеля  | 1997   | Алберт Коста       | Алберто Берасатеги    | 6 – 3, 6 – 2                   |
| Марбеля  | 1996   | Марк-Кевин Гьолнер | Алекс Кореча          | 7 – 6(7–4), 7 – 6(7–2)         |
| Валенсия | 1995   | Шенг Схалкен       | Гилберт Шалер         | 6 – 4, 6 – 2                   |